# Iwan Sierada
Iwan Mikitawicz Sierada (biał. Іван Мікітавіч Серада, Ян Серада, ur. 1 maja?/13 maja 1879 w Zadźwieju koło Nowogródka, zm. po 19 listopada 1943 w ZSRR) – pierwszy przewodniczący Rady Białoruskiej Republiki Ludowej w latach 1918–1919 (formalnie głowa „państwa”), członek Białoruskiej Socjalistycznej Hramady, pedagog i publicysta.
Był pułkownikiem armii rosyjskiej w czasie I wojny światowej. W grudniu 1917 został przewodniczącym Pierwszego Kongresu Wszechbiałoruskiego. 25 marca 1918 wybrany przewodniczącym Rady Białoruskiej Republiki Ludowej – głową „państwa”.
Aresztowany w 1930 i zesłany na 5 lat do Gułagu, w 1941 skazany na 10 lat więzienia, dalszy jego los jest nieznany. Rehabilitowany w 1988 roku.